# Ramariopsis junquillea
Ramariopsis junquillea är en svampart som beskrevs av R.H. Petersen 1988. Ramariopsis junquillea ingår i släktet Ramariopsis ochfamiljen fingersvampar.   Inga underarter finns listade i Catalogue of Life.